# Phaeochroops gigas
Phaeochroops gigas is een keversoort uit de familie Hybosoridae. De wetenschappelijke naam van de soort is voor het eerst geldig gepubliceerd in 1907 door Arrow.